# Вест-Лебанон (Індіана)
Вест-Лебанон (англ. West Lebanon) — місто (англ. town) в США, в окрузі Воррен штату Індіана. Населення — 678 осіб (2020).

## Географія
Вест-Лебанон розташований за координатами 40°16′21″ пн. ш. 87°23′10″ зх. д. / 40.27250° пн. ш. 87.38611° зх. д. (40.272365, -87.386167).  За даними Бюро перепису населення США в 2010 році місто мало площу 1,59 км², уся площа — суходіл.

## Демографія
Згідно з переписом 2010 року, у місті мешкали 723 особи в 287 домогосподарствах у складі 192 родин. Густота населення становила 454 особи/км².  Було 327 помешкань (205/км²).
Расовий склад населення:
| - 99,2 % — білих - 0,3 % — азіатів - 0,1 % — корінних американців |

До двох чи більше рас належало 0,3 %. Частка іспаномовних становила 0,1 % від усіх жителів.
За віковим діапазоном населення розподілялося таким чином: 27,5 % — особи молодші 18 років, 55,3 % — особи у віці 18—64 років, 17,2 % — особи у віці 65 років та старші. Медіана віку мешканця становила 37,4 року. На 100 осіб жіночої статі у місті припадало 100,3 чоловіків;  на 100 жінок у віці від 18 років та старших — 99,2 чоловіків також старших 18 років.
Середній дохід на одне домашнє господарство  становив 46 831 долар США (медіана — 40 556), а середній дохід на одну сім'ю — 50 083 долари (медіана — 42 083). Медіана доходів становила 34 514 долари для чоловіків та 30 978 доларів для жінок. За межею бідності перебувало 13,4 % осіб, у тому числі 15,3 % дітей у віці до 18 років та 8,0 % осіб у віці 65 років та старших.
Цивільне працевлаштоване населення становило 373 особи. Основні галузі зайнятості: виробництво — 45,8 %, роздрібна торгівля — 14,7 %, освіта, охорона здоров'я та соціальна допомога — 12,3 %.